# Suigam
Suigam (de vegades Suigaon) fou un estat tributari protegit a l'agència de Palanpur, a la província del Gujarat, presidència de Bombai, limitat al nord i est per Wao, al sud per Chadchat i a l'oest pel Rann de Cutch. Mesurava uns 30 km de llarg per 15 d'ample i la superfície era de 570 km². La població el 1881 era d'11.521 habitants. El país era pla i obert. El sobirà tenia el mateix origen que el rana de Wao: fa 550 anys fou concedit a Pachanji, el fill petit del rana Sangaji, i com va passar a Wao, subdividit després entre nombrosos prínceps de sang. Com els caps de Wao, els de Suigam foren reconeguts bandolers i al començament del segle XIX van ajudar els khoses en les seves depredacions però des de 1826 van entrar en un acord amb el coronel Miles i van esdevenir pacífics cultivadors. El 1883 governava a Suigam Thakur Bhupat Singh, un rajput chauhan de 61 anys, amb uns ingressos de 1000 lliures.
La capital era Suigam a 24° 09′ N, 71° 21′ E / 24.150°N,71.350°E un posició important durant el període britànic, però afectada per terratrèmols. El pitjor fou el de 1819 que va tornar el terra salí i les fonts i pous quasi inútils.